# Gertrud Rask
Gertrud Rask (Gjertrud Nilsdatter Rasch), född 1673 på Kveøy, Troms i Norge, död 1735 på Grönland, var gift med missionären Hans Egede och mor till missionären Paul Egede.
Gertrud Rask gifte sig 1707 med Hans Egede, som då var kyrkoherde i Vågan på Lofoten, och fick fyra barn efter sitt giftermål. Hon motsatte sig hans planer på att missionera på Grönland, men gav till slut sitt samtycke då han vägrade att resa utan henne. Familjen flyttade till Bergen 1718 och avreste till Grönland 1721. Rask stödde makens missionsarbete bland inuiterna och var själv verksam som sjukvårdare bland dem. Inuiterna saknade immunförsvar för de sjukdomar som fördes in av nybyggarna, och 1734 drabbades Grönland av en smittkoppsepidemi. Gertrud Rask har blivit särskilt ihågkommen på Grönland för sina insatser under epidemin, men blev själv ett av dess offer. 
En kyrka, ett barnhem, en restaurang på Grönland samt vägar på både Grönland och i Danmark har fått sitt namn efter Gertrud Rask, liksom isbrytaren Gertrude Rask, som var i funktion 1924-1942.    